# 灼熱の女
『灼熱の女』（しゃくねつのおんな、Third Degree Burn）は、1989年のアメリカ合衆国の犯罪ドラマテレビ映画。ロジャー・スポティスウッド監督、トリート・ウィリアムズ、ヴァージニア・マドセン出演。日本では『灼熱の女/危険な誘惑』というタイトルでテレビ放送された。

## キャスト
| 役名                   | 俳優                       | 日本語吹替   |
| 役名                   | 俳優                       | テレビ東京版 |
| ---------------------- | -------------------------- | ------------ |
| スコット・ウェストン   | トリート・ウィリアムズ     | 磯部勉       |
| アン・ショールズ       | ヴァージニア・マドセン     | 井上喜久子   |
| クレイ・レイノルズ     | リチャード・メイサー       | 郷里大輔     |
| ジュリー・カートライト | CCH・パウンダー            |              |
| アニタ・スティーヴンス | メアリー・アームストロング |              |
| ロマックス             | ジョン・アイルウォード     |              |
| ミュージシャン         | マニー・カストロ           |              |
| デル・ロース           | ジョージ・カタラーノ       |              |
| ダン・ローク           | マイケル・チャップマン     |              |
| アート・ハンソン       | ロバート・ネイディア       | 江原正士     |

- テレビ東京版：初回放送1993年4月22日『木曜洋画劇場』

## スタッフ
- 監督：ロジャー・スポティスウッド
- 脚本：ダンカン・ギビンズ（英語版）、イェール・ユードフ
- 製作：フレッダ・ウェイス
- 製作総指揮：マリアンヌ・モロニー
- 撮影監督：アレクサンダー・グラジンスキー（英語版）
- プロダクションデザイナー：チェスター・カチェンスキー
- 編集：ガース・クレイヴン
- 衣裳デザイン：スージー・デサント
- 音楽：チャールズ・グロス（英語版）